# Вулли (гора)
Вулли (англ. Mount Woolley) — гора в Канадских Скалистых горах, расположена в Колумбийском ледниковом поле в долине реки Сануапта в национальном парке Джаспер (Альберта, Канада). Находится в 1,5 км от вершины Диадем-Пик (3371 м). Высота Вулли составляет 3405 м над уровнем моря.

## История
Гора была названа в 1898 году Дж. Норманом Колли в честь Германа Вулли, бывшего футболиста, который много путешествовал вместе с Колли во время его экспедиций 1898—1902 годов по Канадским Скалистым горам.
Первое восхождение было совершено в 1925 году японской командой в составе С. Хашимото, Х. Хатано, Т. Хаякава, Ю. Маки, Ю. Мита и Н. Окабе. Ими руководили Ганс Фюрер, Х. Колер и Й. Вебер.

## Геология
Как и другие горы в парке Банф, гора Вулли состоит из осадочных пород, отложившихся в период от докембрия до юрского периода. Образовавшаяся в мелководных морях, эта осадочная порода была вытолкнута на восток и за верхнюю часть более молодой породы во время Ларамийского орогенеза.

## Климат
По классификации Кёппена Вулли находится в субарктической климатической зоне с холодной снежной зимой и умеренным летом. Зимние температуры могут быть ниже −20 °C, при жёсткости погоды — ниже −30 °C.